# Kampung Alor
Kampung Alor (Campo Alor, Kampong Alor, Campaalor, Kampong Arab, Campo Mouro; ehemals 7 Decembro, Alor) ist ein osttimoresischer Suco im Verwaltungsamt Dom Aleixo (Gemeinde Dili) und Ortsteil der Landeshauptstadt Dilis.

## Geographie

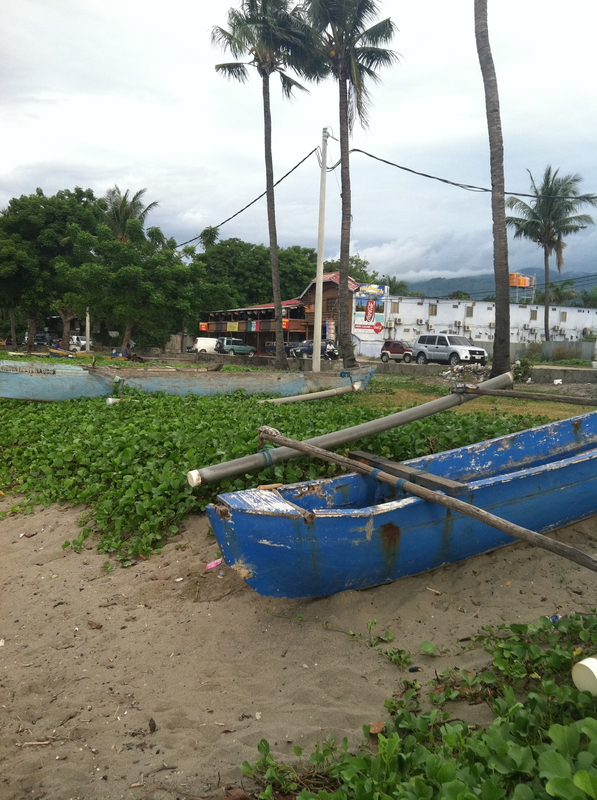
Strand von Kampung Alor

Der Suco liegt im Nordosten des Verwaltungsamts Dom Aleixo, direkt am Ufer der Bucht von Dili, mit der Avenida de Portugal als Küstenstraße und dem Ostteil des Praia dos Coqueiros. Westlich liegt der Suco Fatuhada und südlich der Avenida Nicolau Lobato der Suco Bairro Pite. Im Osten grenzt Kampung Alor an das Verwaltungsamt Vera Cruz mit seinem Suco Motael. Entlang der Ostgrenze Kampung Alors fließt in der Regenzeit der Maloa. Auch Westen wird der Suco von einem Kanal begrenzt, westlich der Rua de Salmão. Die Hauptstraßen in Nord-Süd-Richtung sind die Rua do Tuberão, die Rua de Baleia und das alte Zentrum des Stadtteils, Rua de Campo Alor.
Vor der Gebietsreform 2015 hatte Kampung Alor eine Fläche von 0,49 km². Dann gab es den schmalen Landstreifen westlich des Kanals an der Rua de Salmão an Fatuhada ab. Nun hat Kampung Alor eine Fläche von 0,42 km².
Der Suco teilt sich in die drei Aldeias Anin Fuic (ehemals Aitarac Laran, Ai-Tarak Laran, Aitarak Laran) im Zentrum und Osten, Hamahon im Nordwesten und Rai Lacan im Südwesten.
Den Nordwesten bildet der Stadtteil Karketu, den Südwesten der Stadtteil Moro (Mouro) und den Osten Aitarac Laran. In Kampung Alor befinden sich eine Prä-Sekundarschule, die Nationalbibliothek von Osttimor und an der Rua de Campo Alor die Annur-Moschee, die größte Moschee Osttimors. Entlang der Rua de Campo Alor erstrecken sich Straßenverkaufsstände mit Bekleidung, der Kampung Alor Pusat Grosir, der sich auch in die Travessa de Tuna Tasi ausdehnt. Gegenüber der Ecke Travessa de Tuna Tasi/Rua de Campo Alor befindet sich der Sitz des Serviçio Autónomo de Medicamentos e Equipamentos de Saúde (SAMES). An der Avenida de Portugal liegen die Botschaften der Volksrepublik China und Japans und im Osten an der Rua de Baleia, das Gebäude des Finanzministeriums, eines der höchsten Gebäude des Landes.

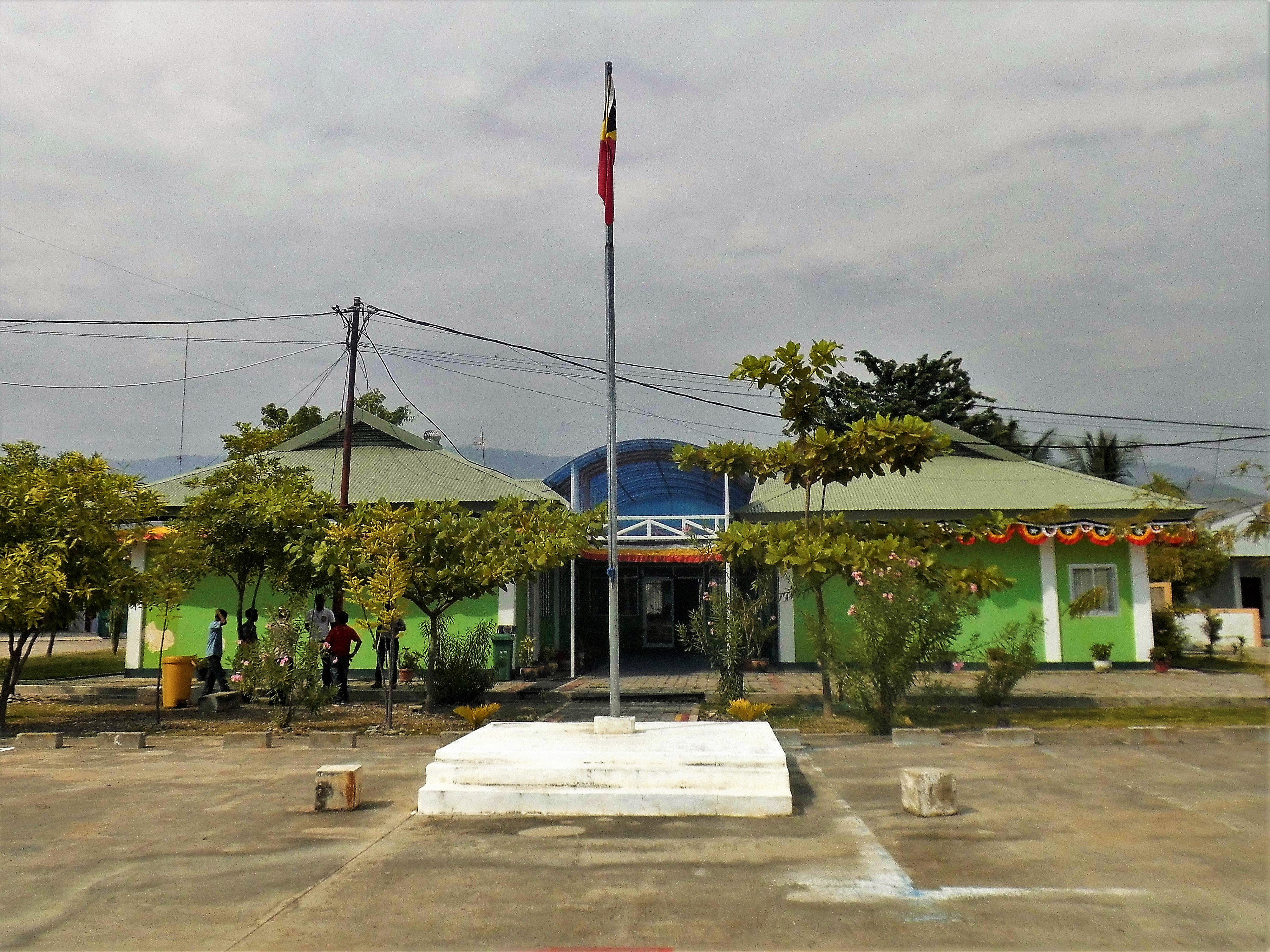
Serviçio Autónomo de Medicamentos e Equipamentos de Saúde
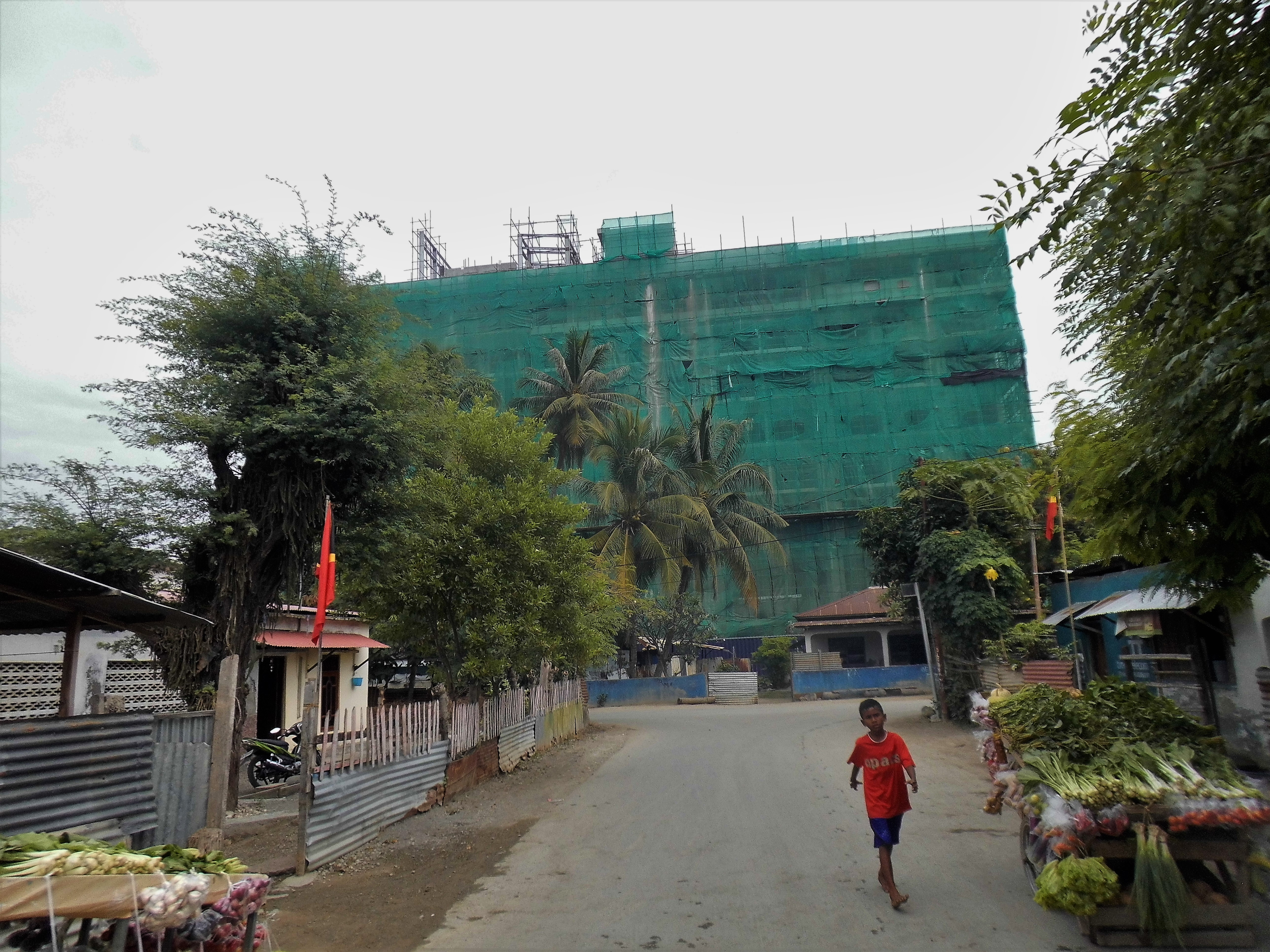
Travessa de Tuna Tasi
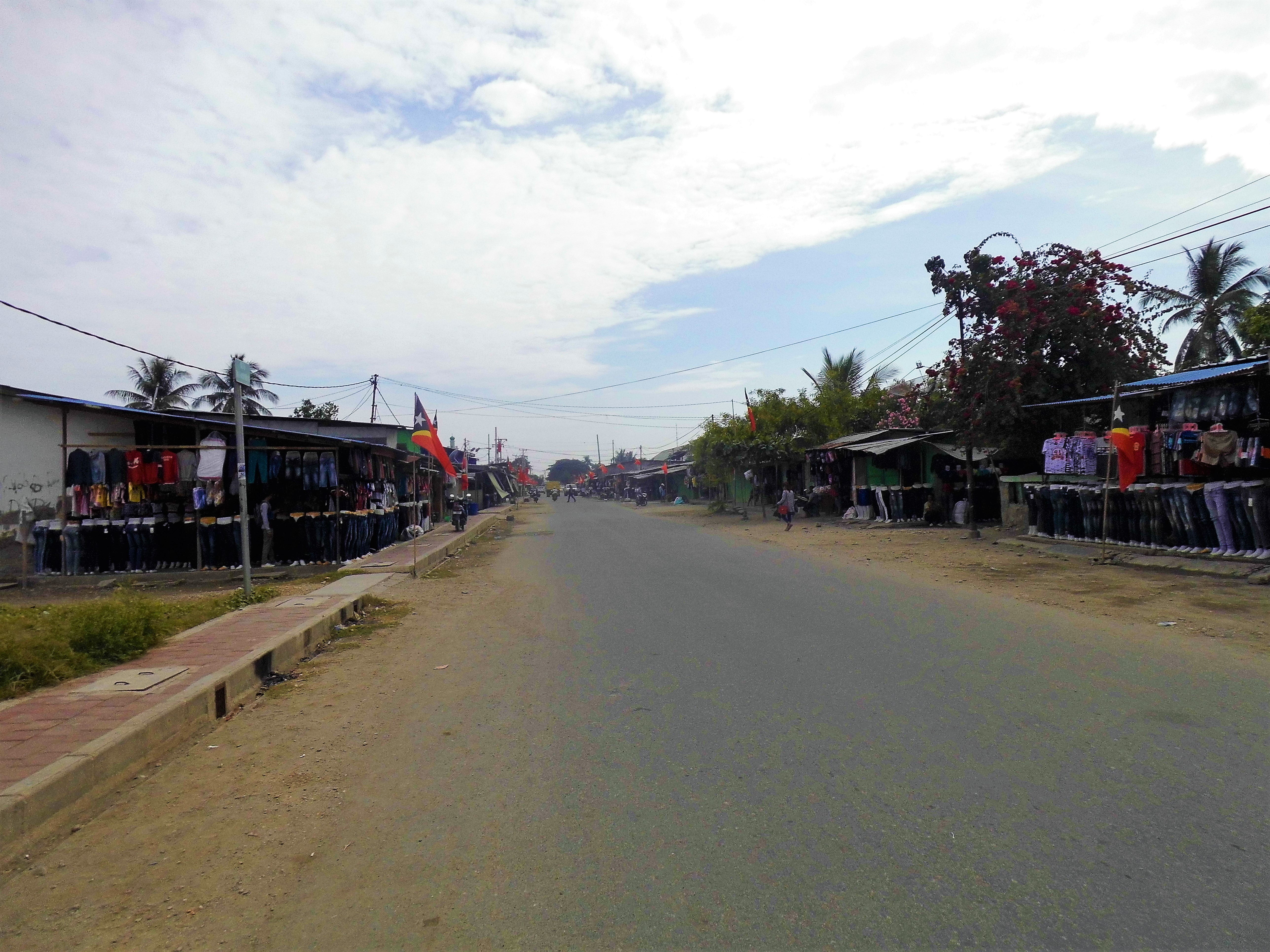
Travessa de Tuna Tasi
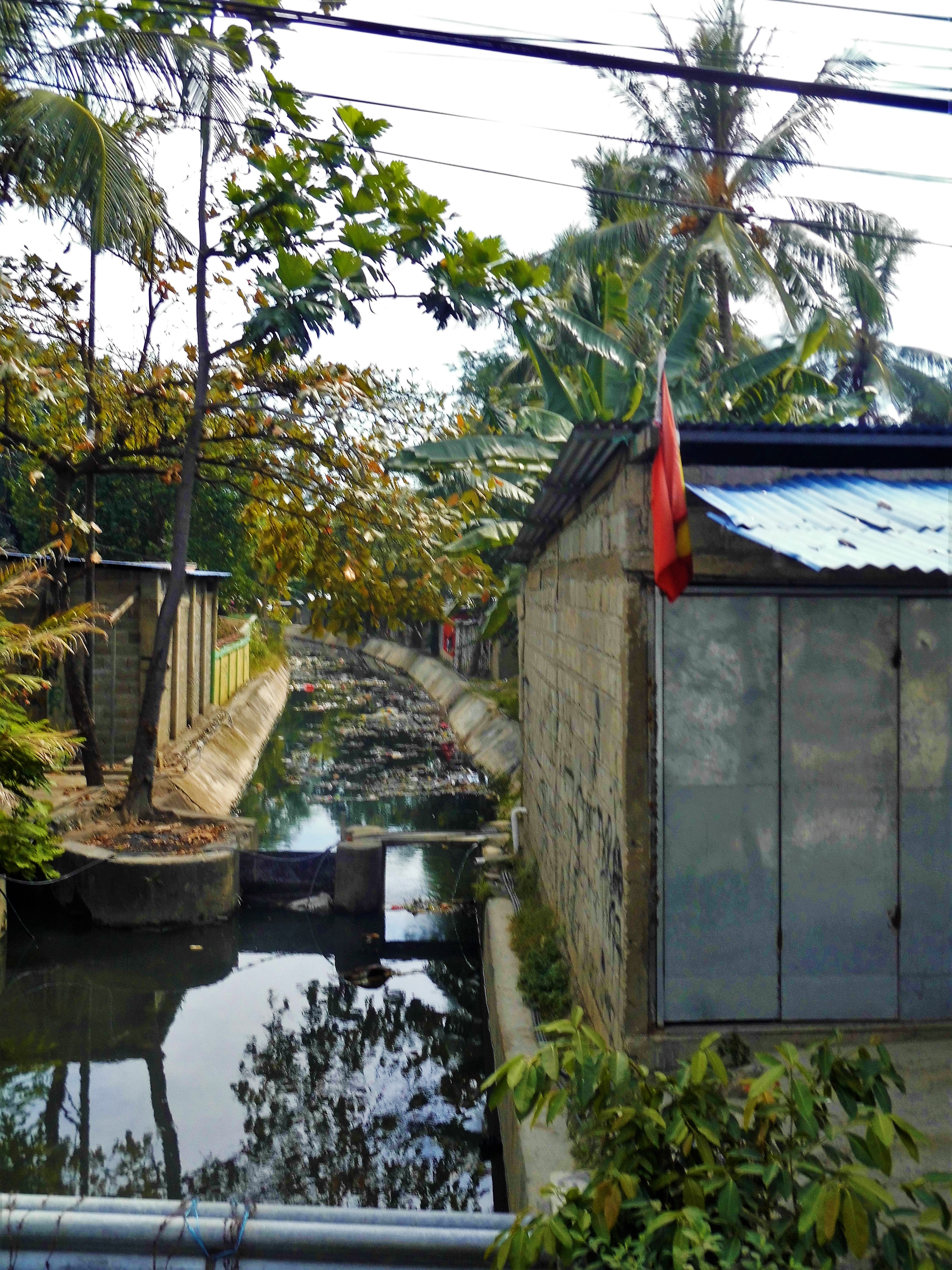
Kanal beim SAMES
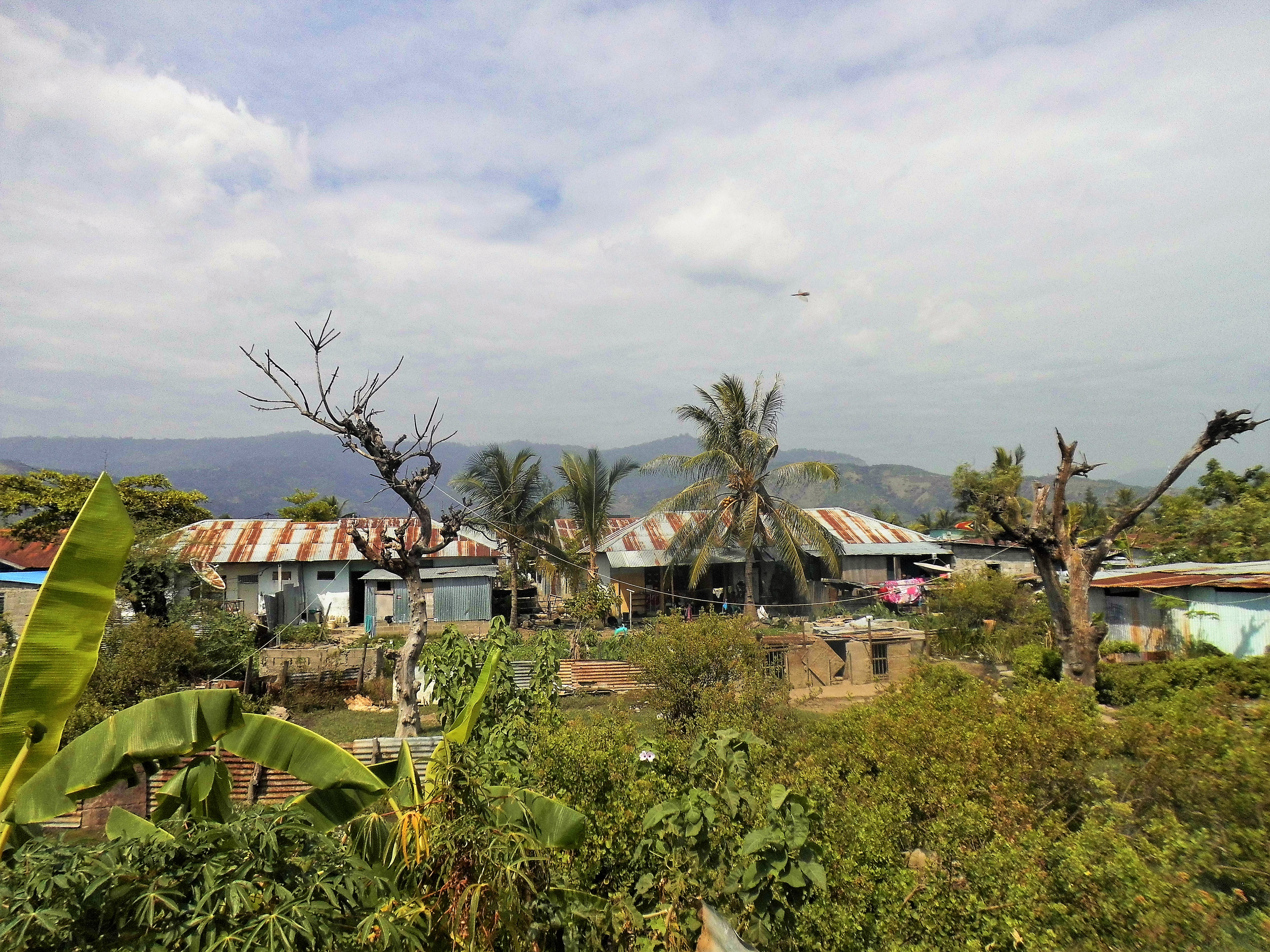
Gebäude gegenüber dem Finanzministerium
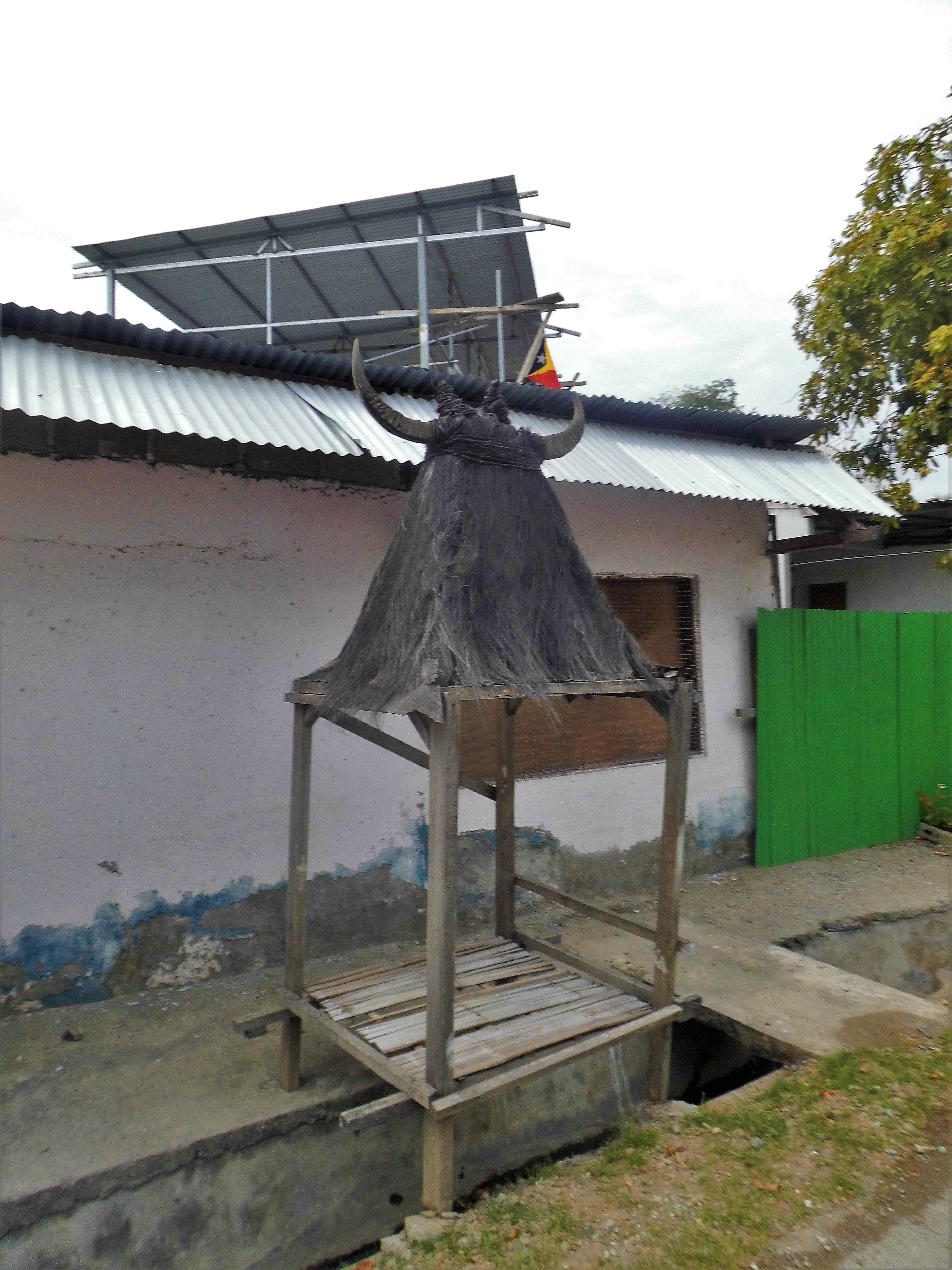
Straßenschrein in der Travessa de Tuna Tasi
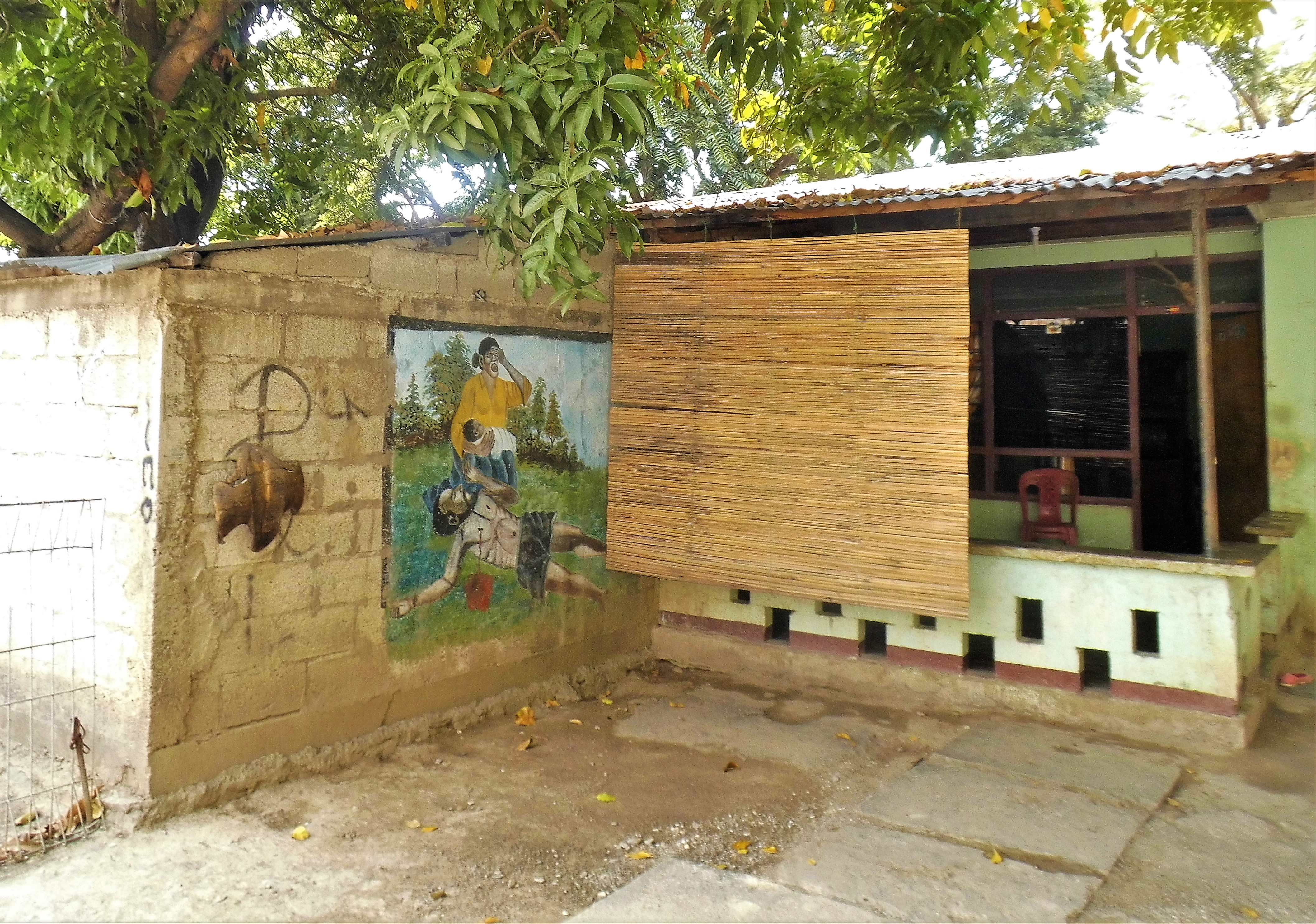
Wohnhaus in Kampung Alor
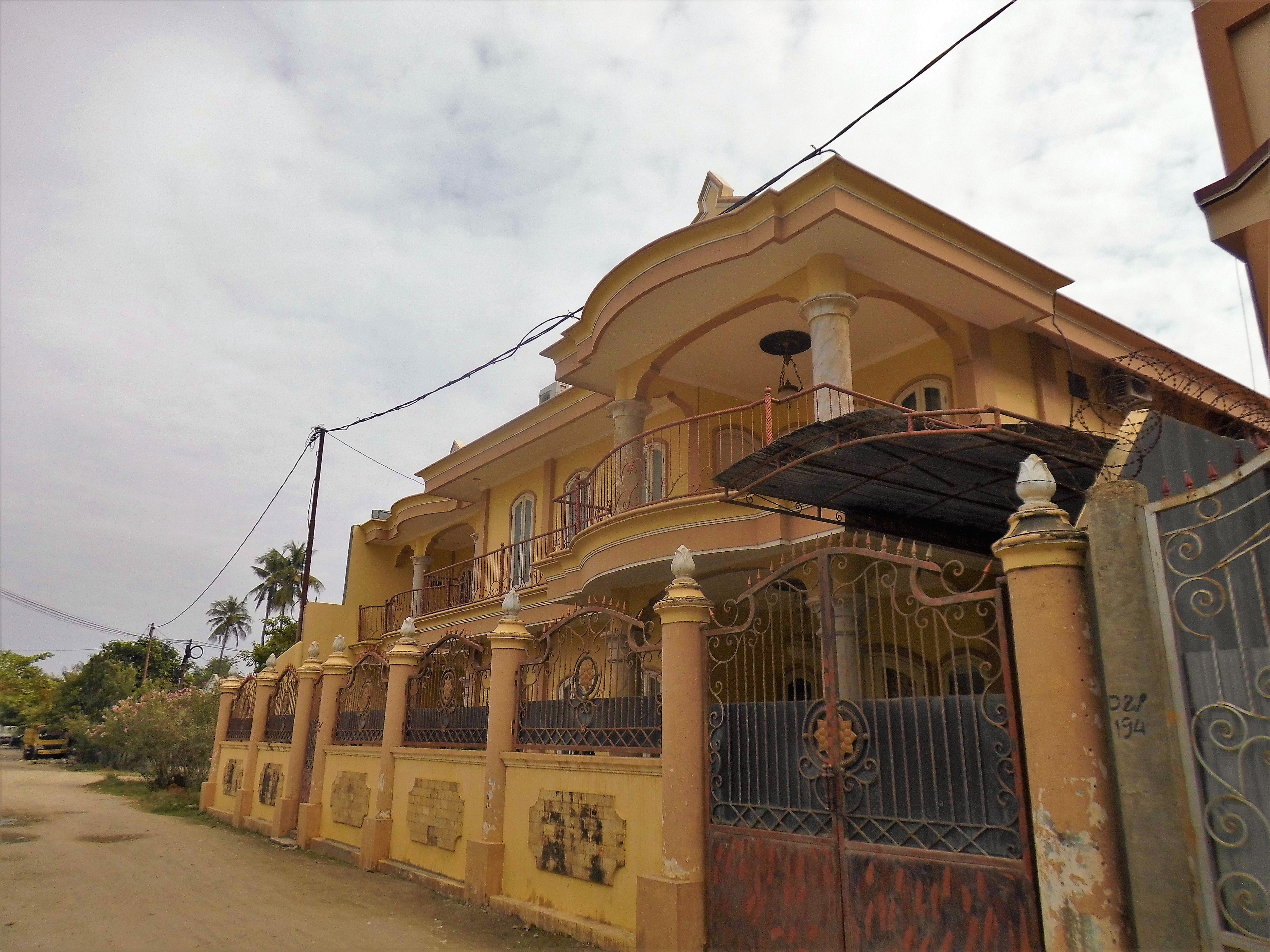
Privathaus in der Straße Beco Ai-Kameli Tahan, erbaut um 2012

## Einwohner
In Kampung Alor leben 4.552 Einwohner (2022), davon sind 2.357 Männer und 2.195 Frauen. Die gesamte Bevölkerung des Sucos wohnt in einer als urban klassifizierten Umgebung. Im Suco gibt es 884 Haushalte. Fast 83 % der Einwohner geben Tetum Prasa als ihre Muttersprache an. Minderheiten sprechen Tetum Terik, Baikeno, Fataluku, Kemak und Makasae. Dili-Malaiisch war lange Zeit die Alltagssprache in Kampung Alor. 1978 wurde die Zahl der Sprecher in Portugiesisch-Timor noch auf etwa 500 geschätzt. 2015 sprachen im ganzen Distrikt Dili nur noch 24 Personen Dili-Malaiisch als Muttersprache.

## Geschichte

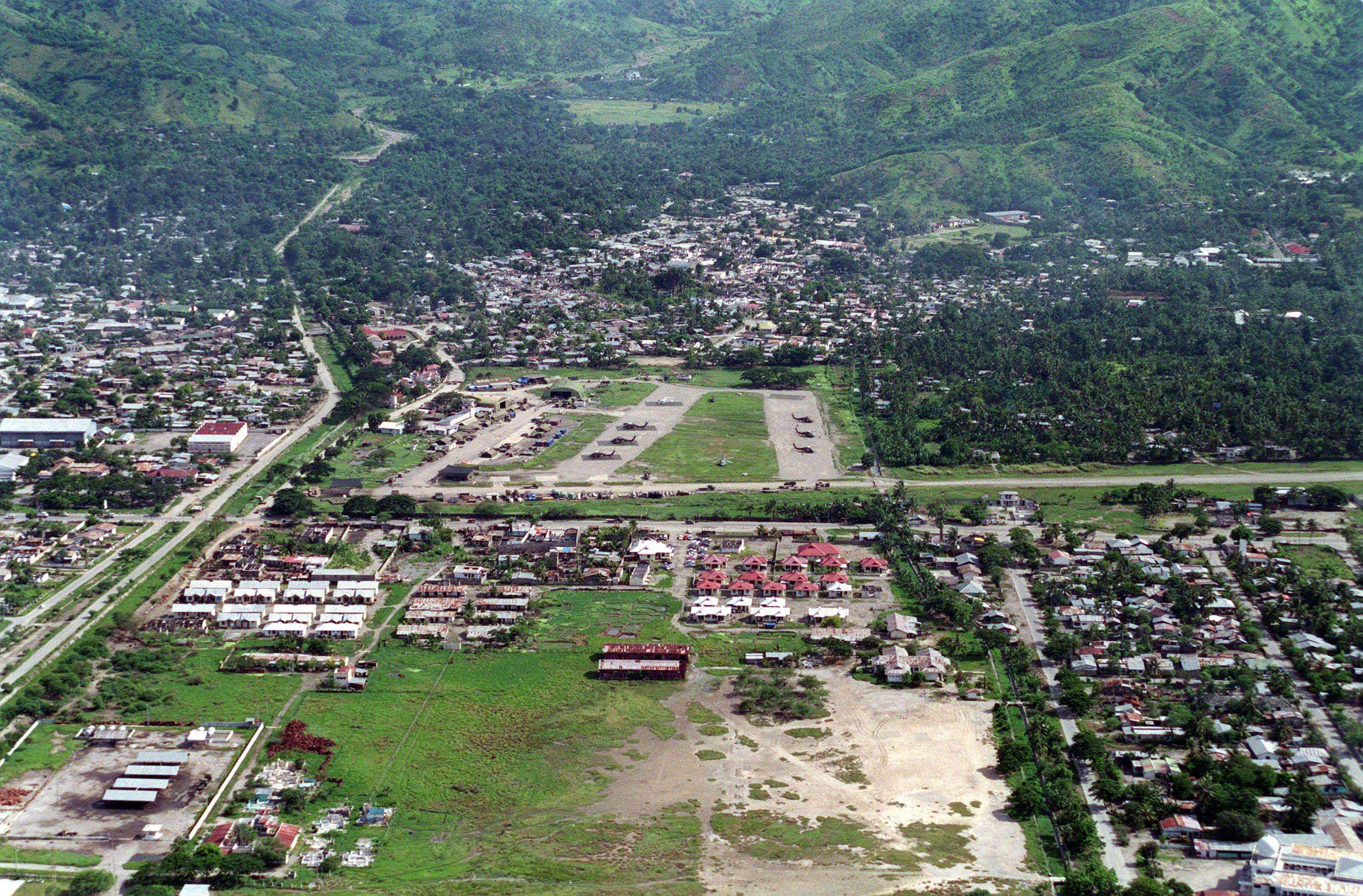
Die heutige Avenida Nicolau Lobato im Februar 2000. Auf der großen Freifläche im Vordergrund, die zu Kampung Alor gehört, steht heute das Finanzministerium. Auf dem Hubschrauberlandeplatz in Bairro Pite dahinter, wurde der Präsidentenpalast errichtet

Kampung Alor war früher das Viertel, in dem sich die arabischstämmige Bevölkerung Ende des 19. Jahrhunderts ansiedelten. Es handelt sich um Nachfahren des jemenitischen Stamms der Kathiri aus Hadramaut. Noch in der Mitte des 20. Jahrhunderts bauten sie Reis an, stellten Kopra her und betrieben Fischfang. Neben der Moschee betrieben sie auch eine Koranschule. 2002 wurde die Annur-Moschee von Demonstranten, die gegen Premierminister Alkatiri protestierten, angezündet. Sie wurde wieder instand gesetzt.
Bei der Invasion Osttimors durch Indonesien am 7. Dezember 1975 kam es gerade in Kampung Alor bei der Landung indonesischer Truppen zu schweren Kämpfen.
Erst nach der Unabhängigkeit wurde der Osten des Sucos bebaut.

## Politik

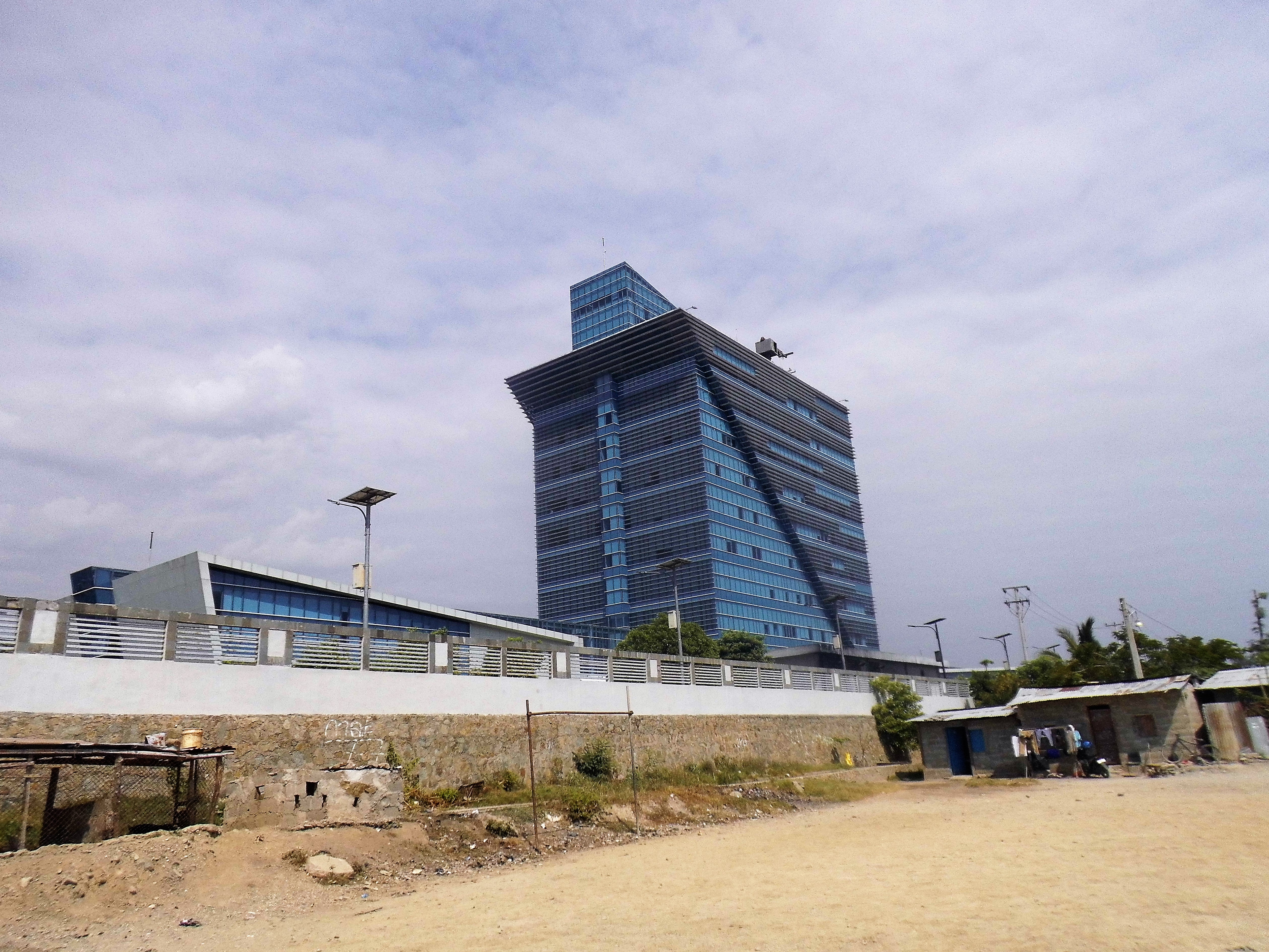
Das Finanzministerium

Bei den Wahlen von 2004/2005 wurde Agostinho Gomes da Silva zum Chefe de Suco gewählt. Bei den Wahlen 2009 gewann Afonso Soares und 2016 Alcinha Carvalho dos Santos.

## Persönlichkeiten
- Alkatiri (Familie)